# Brick (2025)
Brick ist ein deutscher Mystery-Thriller von Philip Koch aus dem Jahr 2025. Der Film ist seit dem 10. Juli 2025 auf Netflix zu sehen.

## Handlung
Tim und Olivia befinden sich zwei Jahre nach einer Fehlgeburt in einer Beziehungskrise. Tim verdrängt diesen Schicksalsschlag und spricht mit Olivia nicht darüber, so dass sich Olivia mit ihrem Verlust allein gelassen fühlt. Um ihre Beziehung neu anzufangen, hat Olivia ihren Job gekündigt und einen alten VW-Bus gekauft, um spontan eine Reise nach Paris zu unternehmen. Doch Tim, der als Spielentwickler arbeitet, steht kurz vor der Veröffentlichung eines neuen Computer-Spiels und will sich daher keine Auszeit nehmen. Stattdessen gehen sie zum Abendessen aus.
Auf der Straße treffen sie ihren Vermieter, der gerade das Haus renovieren lässt. Währenddessen sehen sie eine riesige Rauchwolke über der Stadt, die von einem Brand im Hamburger Hafen herrührt. Als Tim und Olivia am nächsten Morgen aufwachen, beendet sie ihre Beziehung. Sie kann die im zweiten Stockwerk befindliche gemeinsame Wohnung jedoch nicht verlassen, weil ihr Wohnhaus von einer mysteriösen schwarzen Mauer umgeben ist. Alle Versuche scheitern, sich mit einem Bohrhammer Zugang zum Treppenhaus zu verschaffen. Als die beiden laute, panische Stimmen aus der Nachbarwohnung hören, stellen sie fest, dass sie die innenliegenden Wände zu diesen Wohneinheiten durchbrechen können. Nebenan treffen sie auf Ana und Marvin, ein Paar, das die Wohnung für wenige Tage per Airbnb angemietet hat. In der Nachbarwohnung findet Tim einen Vorschlaghammer. Olivia, die im Baugewerbe tätig war, weiß zu berichten, dass ihr Haus im Keller über einen Bunker verfüge, von dem mit hoher Wahrscheinlichkeit ihre Flucht über die Kanalisation möglich sei. Mit dem Vorschlaghammer durchbrechen sie die Zwischendecke zum darunterliegenden Stockwerk. Nachdem sie sich in die unter ihnen befindliche Wohnung abgeseilt haben, werden sie im ersten Stockwerk vom Rentner Oswalt mit vorgehaltener Waffe gestellt. Seiner Enkelin Lea gelingt es schließlich, ihren Großvater davon zu überzeugen, dass die vier nicht gekommen sind, um ihre Nahrungsvorräte zu plündern, sondern eine reelle Chance darstellen, das Gebäude zu verlassen. Nachdem sie im Schutt des Deckendurchbruchs entdeckt haben, dass ihre Rauchmelder mit Überwachungskameras versehen sind, haben sie den Vermieter in Verdacht, mit seinen Mietern eine Art Squid Game zu veranstalten. Um ihn zur Rede zu stellen, durchbrechen sie die Wand zur Nachbarwohnung. Dort finden sie auch den Vermieter Friedmann, allerdings ist dieser tot und seine Hände wurden abgetrennt. In seiner Wohnung finden sie einen versteckten Raum, in dem sie die Aufnahmen von den in den Wohnungen versteckten Kameras auf Bildschirmen sehen können.
Oswalt bestätigt Olivias Vermutung, dass sich im Keller ein Bunker befinde und so setzt die Gruppe ihren Weg durch die Zwischendecke ins Erdgeschoss fort. In der Erdgeschosswohnung werden sie von Yuri begrüßt, der zu Besuch sei. Sein Gastgeber Anton, der aufgrund eines Herzleidens einen Herzschrittmacher trug, sei an den Folgen des starken Magnetfeldes, das von der Mauer ausgeht, gestorben. Yuri versucht, die Gruppe davon zu überzeugen, nicht zu versuchen, die Mauer zu öffnen oder über den Keller umgehen zu wollen, da es sich um eine neuartige Schutzfunktion des Militärs auf Basis von Nanotechnologie handele, an der Anton geforscht habe. Schlimmer noch, das Öffnen der Wand würde dazu führen, dass giftiges Gas von außen in das Haus eindringen könne, welches ihren sicheren Tod bedeuten würde. Yuris Worte verfehlen allerdings ihre Wirkung und so durchschlägt Tim auch die letzte Zwischendecke zum Keller. Zwei Meter unterhalb des Straßenniveaus öffnen sie die schweren Tore des Bunkers, um festzustellen, dass die schwarze Wand auch in dieser Tiefe das Haus umschließt. Vor Wut und Enttäuschung reißt Marvin die Pistole an sich, die Oswalt in seinem Hosenbund zum Schutz seiner Enkeltochter bei sich trägt, und feuert mehrere Schüsse auf die Wand ab. Die Projektile werden im Magnetfeld abgebremst und zurückgeschleudert. Während die jungen Leute sich noch rechtzeitig in Sicherheit bringen können, wird Oswalt von einer Kugel tödlich in der Brust getroffen.
In der Erdgeschosswohnung berät die Gruppe, wie sie weiter vorgehen soll. Sie entdeckt, dass der Tod das verbindende Element zwischen ihnen ist. Marvin hat, wenn auch versehentlich, Oswalt getötet, wodurch Lea ihren Großvater verloren hat. Ana räumt ein, in ihrer Kindheit für wenige Minuten klinisch tot gewesen zu sein. Yuri hat in Ausübung seines Berufs als Polizist Menschen getötet und Tim und Olivia haben ihr Kind durch eine Fehlgeburt verloren.
Aufgrund dieser Gemeinsamkeit beschließen sie, weiter gemeinsam an einer Lösung arbeiten zu wollen und entdecken Aufzeichnungen, die den Code zur Deaktivierung der Mauer darstellen könnten. Lea stellt im Alleingang fest, dass Anton Würgemale aufweist und somit anscheinend von Yuri getötet worden ist. Dabei bemerkt sie nicht, dass dieser sich hinter ihr befindet und nun auch sie umbringt. Im Stockwerk darüber entdecken die Übrigen aufgrund der Videoaufzeichnungen der getarnten Überwachungskameras ebenfalls, dass Yuri auch Anton erwürgt hat, als diesem die Deaktivierung der Mauer mit Hilfe eines von seinem Handy ausgesandten Lichtcodes gelang. Sie kehren ins Erdgeschoss zurück, müssen mit ansehen, wie Yuri die Aufzeichnungen von Anton verbrennt, überwältigen und fesseln ihn schließlich mit Klebeband an einen Stuhl.
Mit Antons Handy gelingt es, die Mauer in einen flüssigen Zustand zu versetzen. Ana gerät in die Mauer und wird von dieser tiefer hineingezogen. Marvin, Olivia und Tim versuchen, sie zurückzuziehen, was ihnen jedoch misslingt. Als die Mauer wieder in einen festen Zustand übergeht, wird Anas Unterleib abgetrennt, sodass lediglich ihr lebloser Torso in die Wohnung zurückfällt. Marvin kann seinen Verlust nicht ertragen, schießt auf den gefesselten und lachenden Yuri, der scheinbar getroffen wird und stirbt, und richtet sich daraufhin mit der Waffe selbst.
Olivia und Tim erkennen, dass sie die falsche Reihenfolge der Lichtsignale gewählt haben und entnehmen der Videoaufzeichnung die korrekte Reihenfolge, wodurch es ihnen gelingt, die Wand zu öffnen. Nach einem Kampf mit dem doch noch lebenden Yuri, der sich inzwischen befreien konnte und um jeden Preis verhindern will, dass die Wand, die er für seinen sicheren Schutz hält, verschwindet, können die beiden das Haus über die Rampe der Tiefgarage verlassen und fahren mit ihrem VW-Bus fort.
In einer letzten Einstellung ist zu sehen, dass die gesamte Stadt durch die Fehlfunktion des geheimen Sicherheitssystems betroffen ist, die durch den Brand im Hafengebiet ausgelöst wurde.

## Hintergrund
Der Film wurde vom 29. Januar 2024 bis zum 22. März 2024 in Prag gedreht. Auf dem Filmfest München erfolgte am 2. Juli 2025 die Premiere.

## Rezeption
Der Film erhielt tendenziell negative Kritiken. Auf der Bewertungswebsite Rotten Tomatoes hat der Film eine Zustimmungsrate von 35 % basierend auf 20 ausgewerteten Kritiken und auch nur 29 % der User bewerteten den Film positiv. Auf IMDB hält Brick eine durchschnittliche Bewertung von 5,5/10 Sternen. In einer Rezension der New York Times wurde der Film als „überkonstruierter Thriller“ bezeichnet, der „fast ausschließlich aus Andeutungen und plötzlichen Wendungen“ bestehe. Auf Decider hieß es, der Film sei „sich nicht sicher, was er sagen will oder ob er überhaupt etwas zu sagen hat.“ Bei den Figuren handele es sich um „lieblose Archetypen“, die „übertrieben handeln“ würden, was die Geschichte allerdings nicht interessanter mache. Auch der Filmkritiker Robert Hoffmann bewertete den Film mit 2,5 von 10 möglichen Punkten und sagte, Brick sei „schwach gespielt, schwach geschrieben, sieht nicht dolle aus und zieht sich.“